# Euphysa aurata
Euphysa aurata is een hydroïdpoliep uit de familie Corymorphidae. De poliep komt uit het geslacht Euphysa. Euphysa aurata werd in 1848 voor het eerst wetenschappelijk beschreven door Forbes. 